# Медаль «Основание государства»
Медаль «Основание государства» (яп. 大満洲国建国功労章) — медаль Маньчжоу-го, учреждённая эдиктом № 11 Верховного правителя Маньчжоу-го от 1 марта 1933, в первую годовщину основания Маньчжоу-го. Медалью полагалось награждать тех, кто играл роль в основании Маньчжоу-го. Большинство награждённых — японские военные, участвовавшие в Маньчжурском инциденте. Единственная медаль Маньчжоу-го, до её провозглашения империей.

## Описание награды
Медаль имеет форму правильного круга, диаметром 30 мм. Выполнена из бронзы, покрытой чёрным лаком.
На аверсе — два китайских серебряных иероглифа 建国 (Основание государства), в обрамлении стеблей сорго, с серебряными зёрнами на их концах, стебли связаны друг с другом бантом. На реверсе — японские иероглифы 大同元年建国功労章大満洲国 (Государство Маньчжурия; За заслуги в основании; 1-й год Датун (Девиз правления Пу И на должности верховного правителя Маньчжоу-го)).
Лента — шириной 33 мм, выполнена из муарового шёлка. Слева-направо идут полосы: синего (4.5 мм), красного (4.5 мм), жёлтого (15 мм), белого (4.5 мм), и чёрного (4.5 мм), цветов. Зачастую японские военные вешали медальон на стандартную японскую ленту, шириной 37 мм, ибо эта плохо надевалась на наградную колодку.
Футляр выполнен из дерева, покрыт чёрным лаком. На крышке — японские золотые, или серебряные иероглифы (Золотые иероглифы на крышке обозначают, что награда была выдана в мирное время, а в военное время иероглифы были серебряными) 大満洲国建国功労章 (Дань уважения к государству Маньчжурия).

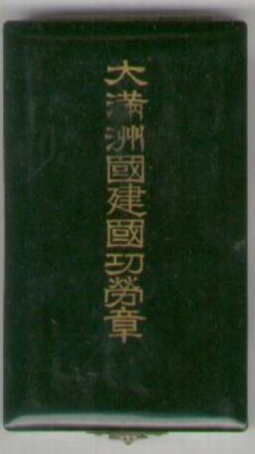
Крышка футляра медали
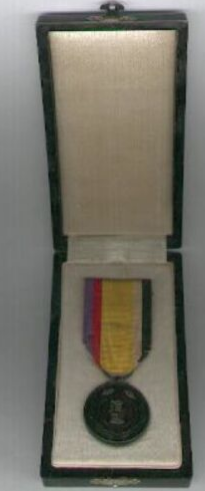
Медаль в футляре
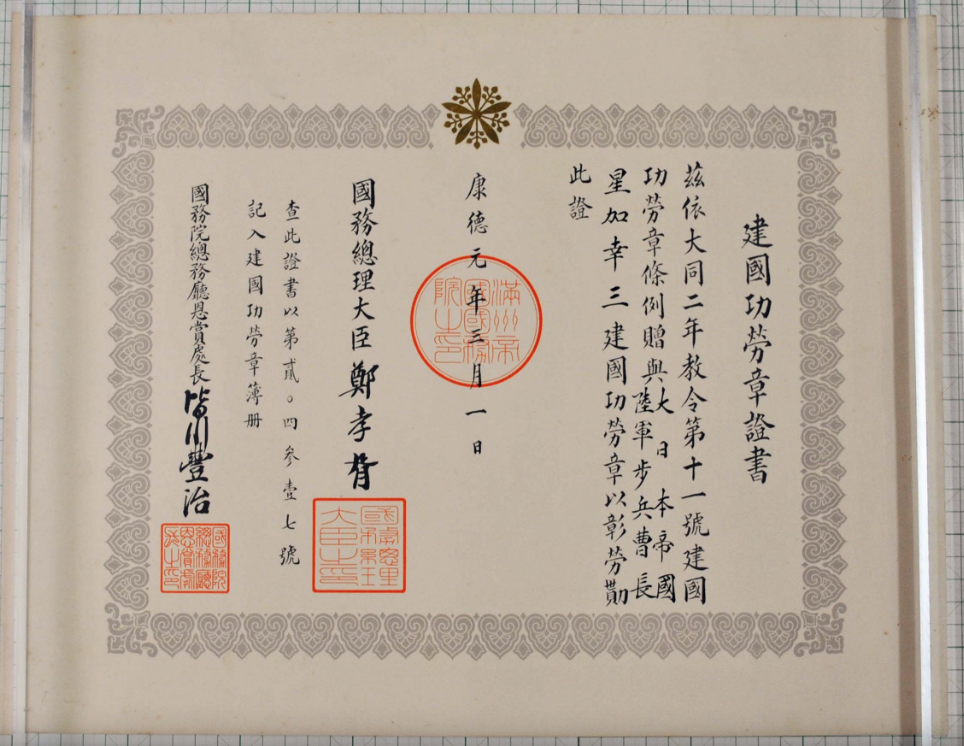
Документ к медали, Маньчжоу-го
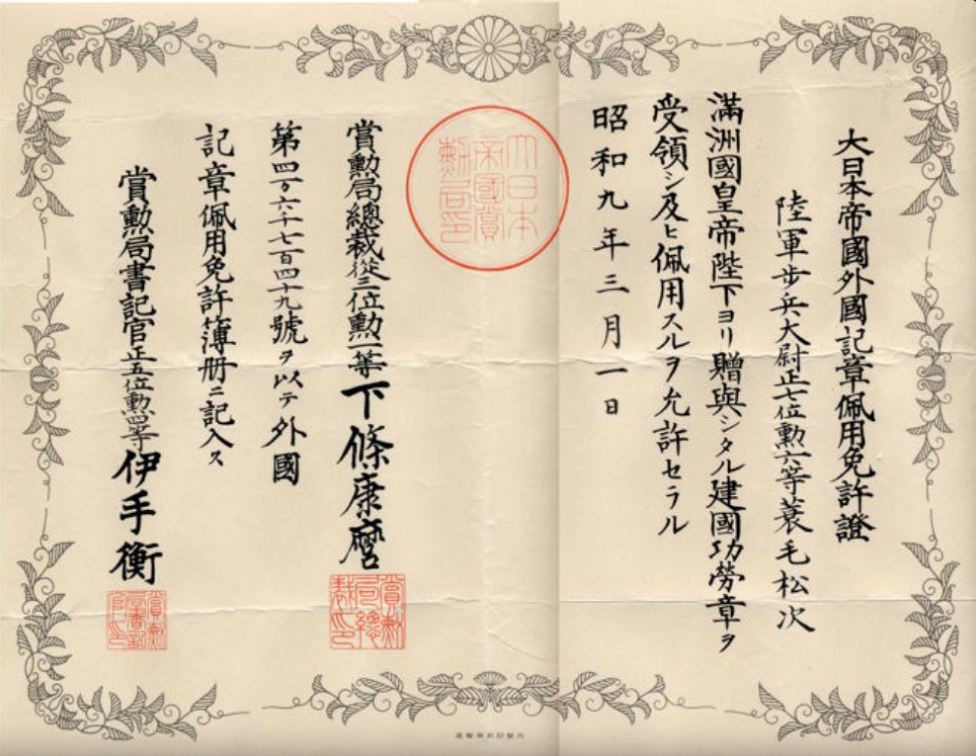
Документ, подтверждающий право на ношение, Япония